# Sabicea sastrei
Sabicea sastrei är en måreväxtart som beskrevs av Julian Alfred Steyermark. Sabicea sastrei ingår i släktet Sabicea och familjen måreväxter. Inga underarter finns listade i Catalogue of Life.